# Cambooya
Cambooya es una ciudad y localidad de la región de Toowoomba, Queensland, Australia. En el censo australiano de 2016, la ciudad registró una población de 1584 habitantes.
Cambooya está en la región de Darling Downs, a 148 kilómetros al oeste de la capital del estado, Brisbane.